# Ferrovia da trincea
La ferrovia da trincea è un sistema di trasporto usato principalmente durante la prima guerra mondiale per distribuire rifornimenti nelle trincee. Generalmente con scartamento di 60 cm, vi viaggiavano carrellini spinti a mano.
Queste ferrovie avevano lo scartamento comune con le ferrovie a scartamento ridotto usate per rifornire le linee del fronte ed esercite con locomotive a vapore o diesel. Era possibile scambiare i vagoni da una all'altra o fare giungere i carichi direttamente dai magazzini alle trincee.